# Politiets Sikkerhetstjeneste

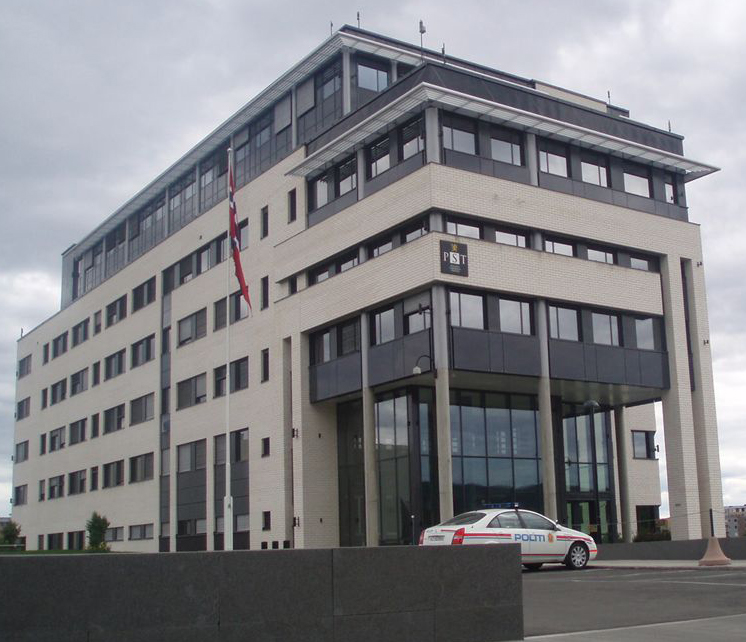
Kwatera główna PST w Oslo

Politiets sikkerhetstjeneste (PST) – norweska policyjna służba specjalna, podlegająca Ministerstwu Sprawiedliwości. Odpowiada za bezpieczeństwo wewnętrzne Norwegii. Jej kwatera główna mieści się w stolicy kraju, Oslo. Posiada także swoje biura regionalne w 27 okręgach policyjnych. Jej obecnym szefem jest Jørn Holme.
Pozostałymi służbami specjalnymi Norwegii są: Etterretningstjenesten i Nasjonal sikkerhetsmyndighet.
Za datę powstania Politiets sikkerhetstjeneste przyjmuje się rok 1936 lub 1937. Wtedy to utworzono Politiets Overvåkningstjeneste, krótko POT. W 2002 roku oficjalnie służba ta zmieniła nazwę na obecną.

## Zadania
Politiets sikkerhetstjeneste wykonuje standardowe zadania służb kontrwywiadu i bezpieczeństwa wewnętrznego, do których należą:
- Kontrwywiad – ochrona przed obcą agenturą wywiadowczą
- Kontrterroryzm – ochrona przed międzynarodowym terroryzmem oraz ekstremizmem
- Udzielanie porad dotyczących bezpieczeństwa wewnętrznego Norwegii
- Ochrona ważnych osobistości – członków rządu oraz norweskiej rodziny królewskiej.